# الغولة

## الأضرحة الميغاليتية (الدولمن) بمدينة عين البرج

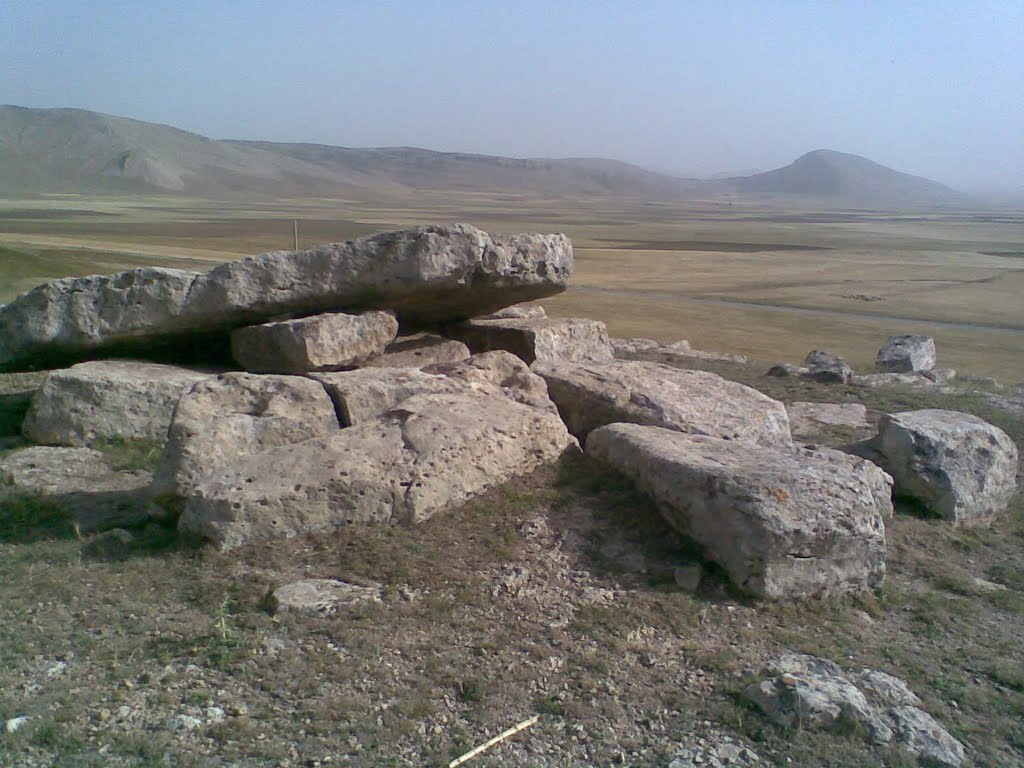
الدولمن المسمى الغولة من أكبر القبور الميغاليتية في الشرق الجزائري يبلغ قطره أكثر من 30 مترا

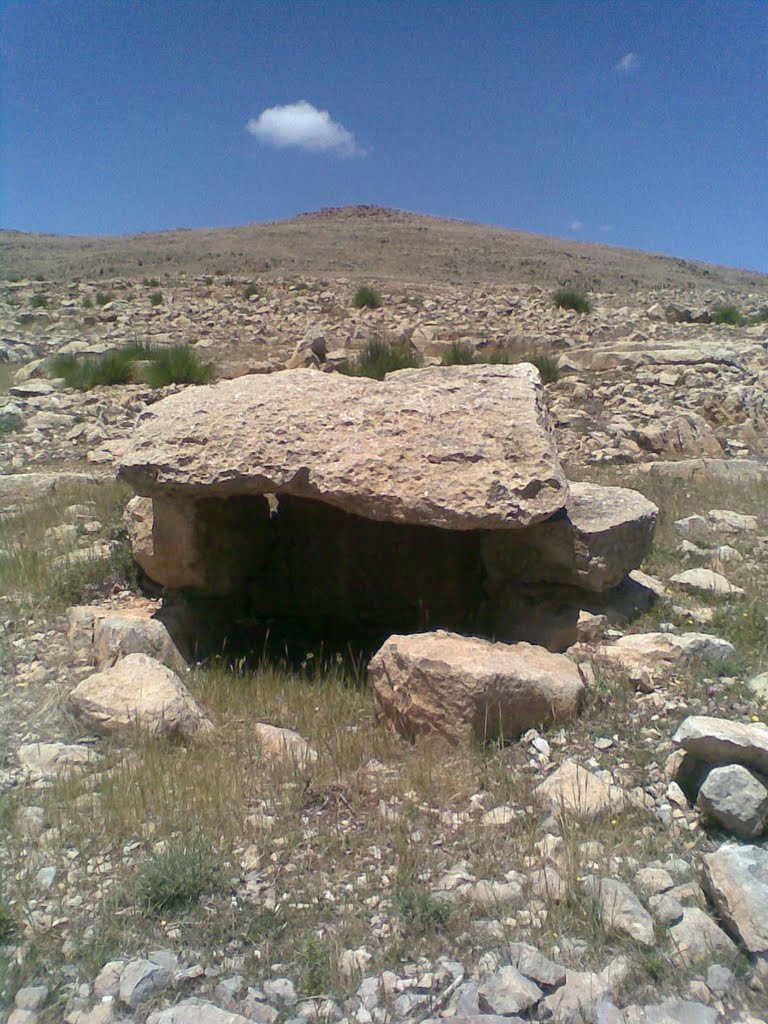
دولمن بمنطقة عين البرج (تيجيسيس)

غير بعيد عن المدينة التاريخية تيجسيس حوالي 200 متر يتربع أكبر ضريح ميغاليتي أو الدولمن في ولاية أم البواقي على تلة مرتفعة بالمنطقة المسماة ولاد سعيد، إذ تبلغ مساحته حوالي 250 مترا مربعا، محاطا بسور دائري قطره 30 مترا وهو مكون من صف واحد من الصخور المنحوتة، ثم نجد صور دائري ثاني يبلغ قطره حوالي 10 أمتار ويتوسطه الضريح الذي هو عبارة عن صخرة مسطحة ضخمة مسندة على ركائز حجرية، حيث يشبه المائدة في شكله.
ويعتقد أن الضريح هو لأحد كبار الزعماء النوميديين القدماء لأنه يختلف عن باقي القبور الميغاليتية بحجمه وبطريقة بنائه، ومن المحتمل أنه يحوي رفات أب ماسينيسا ڨولة أو غولة على حسب تسميته.
كما أنه يوجد عدة قبور أخرى من أشهرها قبر عشة العبرى حسب التسمية التي أطلقها عليه سكان المنطقة وقبور أخرى المسماة علميا قبور التيميليس القديمة، وهي موجودة بكثرة على جوانب المدينة الأثرية تيجسيس.